# Kelheim
Kelheim là một đô thị ở bang Bayern, là huyện lỵ huyện Kelheim. Đô thị này tọa lạc ở nơi hợp lưu của sông Altmühl và Danube. Đô thị này có diện tích 76,79 km2, dân số cuối năm 2006 là 15.656 người.

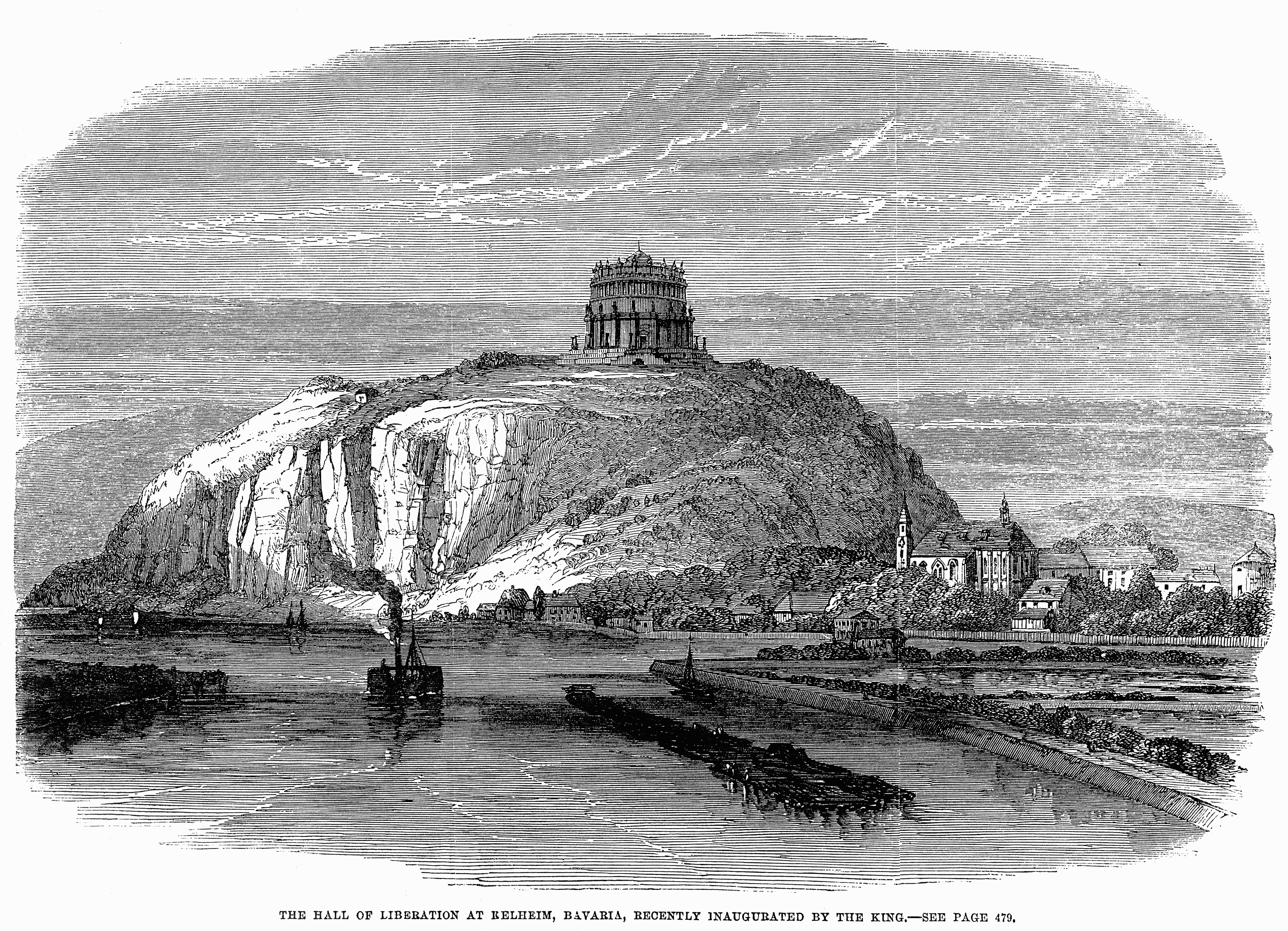
Engraving of the Befreiungshalle, or Hall of Liberation, one of Kelheim's best-known landmarks, just after its construction.